# 1885

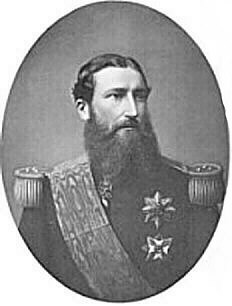
Koning Leopold II

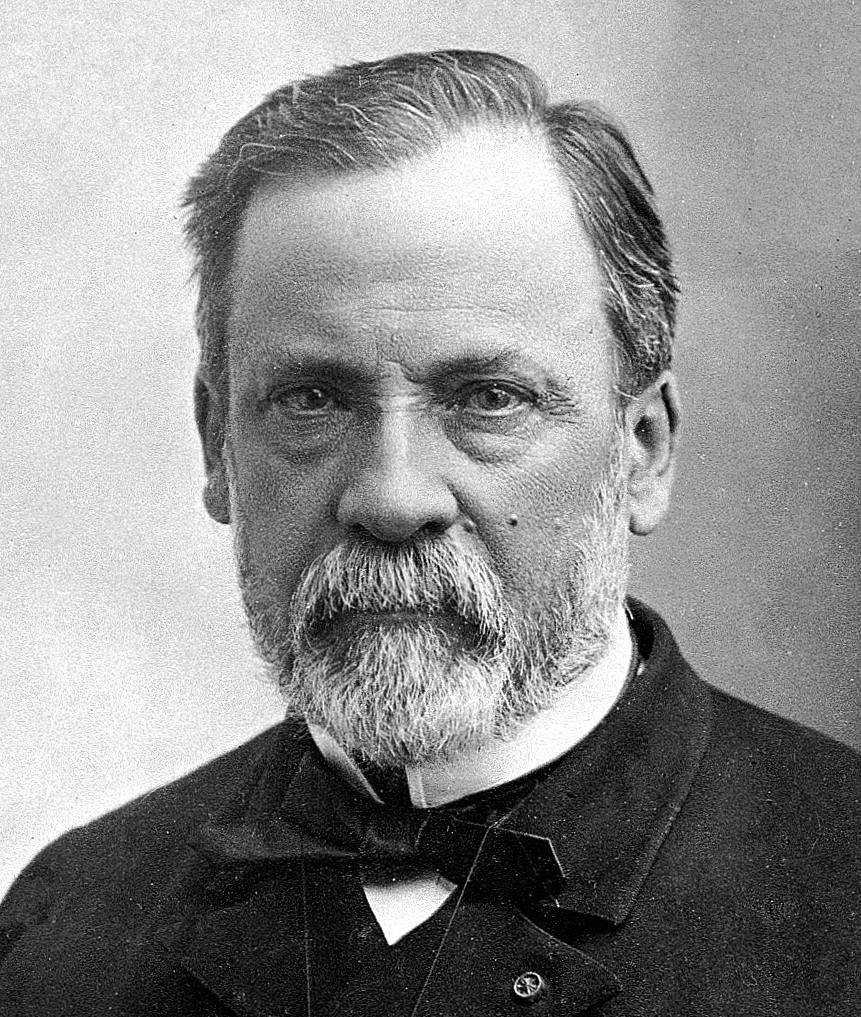
Louis Pasteur

Het jaar 1885 is het 85e jaar in de 19e eeuw volgens de christelijke jaartelling.

## Gebeurtenissen
januari
- 2 - De eerste patiënt wordt opgenomen in het Antwerpse Stuivenberggasthuis, gebouwd in opdracht van de Commissie van Openbare Onderstand. Daarmee wordt de instelling als "gasthuis van de armen" in gebruik genomen.
- 4 - Dr. William Grant voert de eerste geslaagde blindedarmoperatie uit op Mary Gartside.
- 20 - L.A. Thompson patenteert de achtbaan.
- 26 - Troepen van de Mahdi veroveren Khartoem op de Britten, waarbij opperbevelhebber Gordon sneuvelt.
- 27 - Oprichting van de Dedemsvaartsche Stoomtramweg-Maatschappij.
- 30 - In Frankrijk valt de regering van Jules Ferry na felle betogingen tegen de Chinees-Franse Oorlog.

februari
- 5 - Koning Leopold II sticht de Kongo-Vrijstaat.
- 6 - Italiaanse koloniale troepen in Eritrea bezetten de havenstad Massawa, een bezit van het Osmaanse Rijk.
- 17 - Duitsland roept een protectoraat uit over het Oost-Afrikaanse rijk van het Sultanaat Zanzibar.
- 21 - Het Washington Monument wordt het hoogste bouwwerk ter wereld, 169 meter.
- 21 - De Leidse islamoloog Christiaan Snouck Hurgronje arriveert vermomd als pelgrim in Mekkah om er de islam te bestuderen.
- 22 - In Valkenburg wordt een Vereniging voor Vreemdelingenverkeer opgericht, de eerste VVV van Nederland.
- 26 - In Berlijn wordt de Conferentie van Berlijn afgesloten, waarin de koloniale mogendheden Afrika hebben verdeeld.'

maart
- 3 - AT&T wordt opgericht.
- 4 - Oprichting van de Liberale Unie.
- 4 - Grover Cleveland wordt ingezworen als president van de Verenigde Staten. Hij volgt Chester A. Arthur op.
- 26 - In Engeland vindt de eerste officiële crematie plaats in Woking, Surrey.
- 31 - Beetsjoeanaland (het huidige Botswana) wordt een Brits protectoraat.
- 31 - Tijdens de Frans-Chinese oorlog van 1884-1885 wordt Penghu, het grootste eiland van de Pescadores,  bezet door een Franse vloot onder commando van Amédé Courbet. Hij wil van de archipel een permanent steunpunt maken voor de Franse vloot.

april
- 6 - Oprichting van de Belgische Werkliedenpartij (B.W.P.), waarmee de eenheid onder de Vlaamse en Waalse socialisten bevestigd wordt.
- 6 - Met het Verdrag van Tianjin leggen de Chinezen zich neer bij het Franse protectoraat in Annam.
- 8 - Sultan Ahmad ibn Fumo Bakari van Witu plaatst zijn land onder Duitse protectie in verband met een conflict met het sultanaat Zanzibar.

mei
- 27 - Duitse troepen trekken Witu binnen om de Britten voor te zijn. Sultan Ahmed benoemt de Duitse ontdekkingsreiziger Clemens Denhardt tot minister van Binnen- en Buitenlandse Zaken.
- 30 - Hashim Jalilul Alam Akamuddin wordt sultan van Brunei.

juni
- 8 - De gemeente Amsterdam geeft vergunning voor een vlooienmarkt op het Waterlooplein.
- 9 - In het tussen China en Frankrijk gesloten vredesverdrag wordt bepaald, dat alle Franse troepen moeten worden teruggetrokken.
- 15 - Terwijl drie Franse kanonneerboten het paleis onder schot houden, sluit de Franse gouverneur van Cochinchina Charles Thomson een aangescherpt protectoraatsverdrag met koning Norodom van Cambodja.
- 17 - Het Vrijheidsbeeld komt aan in New York.
- 23 - Robert Gascoyne-Cecil wordt eerste minister van het Verenigd Koninkrijk.

juli
- 6 - Louis Pasteur past de eerste geslaagde vaccinatie tegen hondsdolheid toe.
- 10 - De Sint-Petrus-en-Pauluskathedraal van Paramaribo wordt ingezegend.
- 13 - Het door Pierre Cuypers ontworpen Rijksmuseumgebouw in Amsterdam wordt geopend.

september
- 18 - Een opstand in Oost-Roemelië tegen de Turken leidt ertoe dat de provincie een onderdeel wordt van Bulgarije.
- 19 - Dong Khanh wordt keizer van Vietnam.

oktober
- 1 - Het eerste nummer van De Nieuwe Gids verschijnt. Kort daarna verschijnt de dichtbundel Grassprietjes van Cornelis Paradijs, een verzameling parodieën op de domineespoëzie van de vorige generatie. Achter het pseudoniem gaat Frederik van Eeden, een van de redacteuren van De Nieuwe Gids, schuil.
- 3 - Met de opening van de telefooncentrale Leeuwarden stort de firma Ribbink, Van Bork & Co zich in het jonge telefoniebedrijf als concurrent van de Nederlandsche Bell-Telephoon Maatschappij, die in de grote steden actief is.

november
- 7 - De Canadian Pacific Railway wordt voltooid.
- 10 - Eerste rit met een motorfiets, gebouwd door Gottlieb Daimler en Wilhelm Maybach.
- 14 tot 28 november - Oorlog tussen Servië en Bulgarije.
- 16 - Louis Riel, leider van de Métis, wordt na een mislukte opstand tegen de Brits-Canadese kolonisatie van het noordwesten, ter dood veroordeeld en opgehangen.
- 25 - Koning Alfons XII van Spanje sterft aan tuberculose. Koningin Maria Christina neemt als regent zijn plaats in in afwachting van de geboorte van haar derde kind. Deze zal een half jaar later als Alfons XIII worden geboren.

december
- 1 - Eerste verschijning van het Bataviaasch Nieuwsblad, gericht op de Indo-Europeanen.
- 10 - Oprichting van de Amsterdamsche Studenten Roeivereeniging Nereus.
- 17 - Het Franse koloniale rijk wordt uitgebreid met Madagaskar, Annam en Tonkin.
- 22 - Benoeming van Japans eerste minister-president Ito Hirobumi.
- 28 - Oprichting van het Indian National Congress, dat gaat streven naar meer Indiase invloed en inbreng in het bestuur van het subcontinent.
- In Leiden staat de seriemoordenaar Goeie Mie terecht.
- december - De Konbaung-dynastie verliest heel Opper-Myanmar in de Derde Anglo-Birmese Oorlog.

zonder datum
- De zinkmijn van Moresnet raakt uitgeput.
- Het eerste deel van de Vlaamse kusttram, tussen Oostende en Nieuwpoort, wordt aangelegd.
- Eritrea wordt een Italiaanse kolonie.
- Carl Auer von Welsbach ontdekt neodymium en praseodymium.
- Uitvinding van het machinegeweer door Hiram Maxim.
- Paul Nipkow krijgt patent op de elektrische telescoop (zie: Nipkowschijf).
- Twaalfde wereldtentoonstelling in Antwerpen.
- Vincent van Gogh schildert De aardappeleters.
- Het tweede deel van Das Kapital van Karl Marx verschijnt (postuum uitgegeven door Friedrich Engels).
- Lancering van de frisdrank Dr Pepper.

## Muziek
- Johann Strauss jr. schrijft de operette Der Zigeunerbaron
- William S. Gilbert en Arthur Sullivan schrijven de opera The Mikado
- Johannes Brahms schrijft zijn Symphonie nr 4 in e kl.t. Opus 98
- 18 april: eerste uitvoering van Les caprices de Marianne van Ernest Chausson

## Beeldende kunst

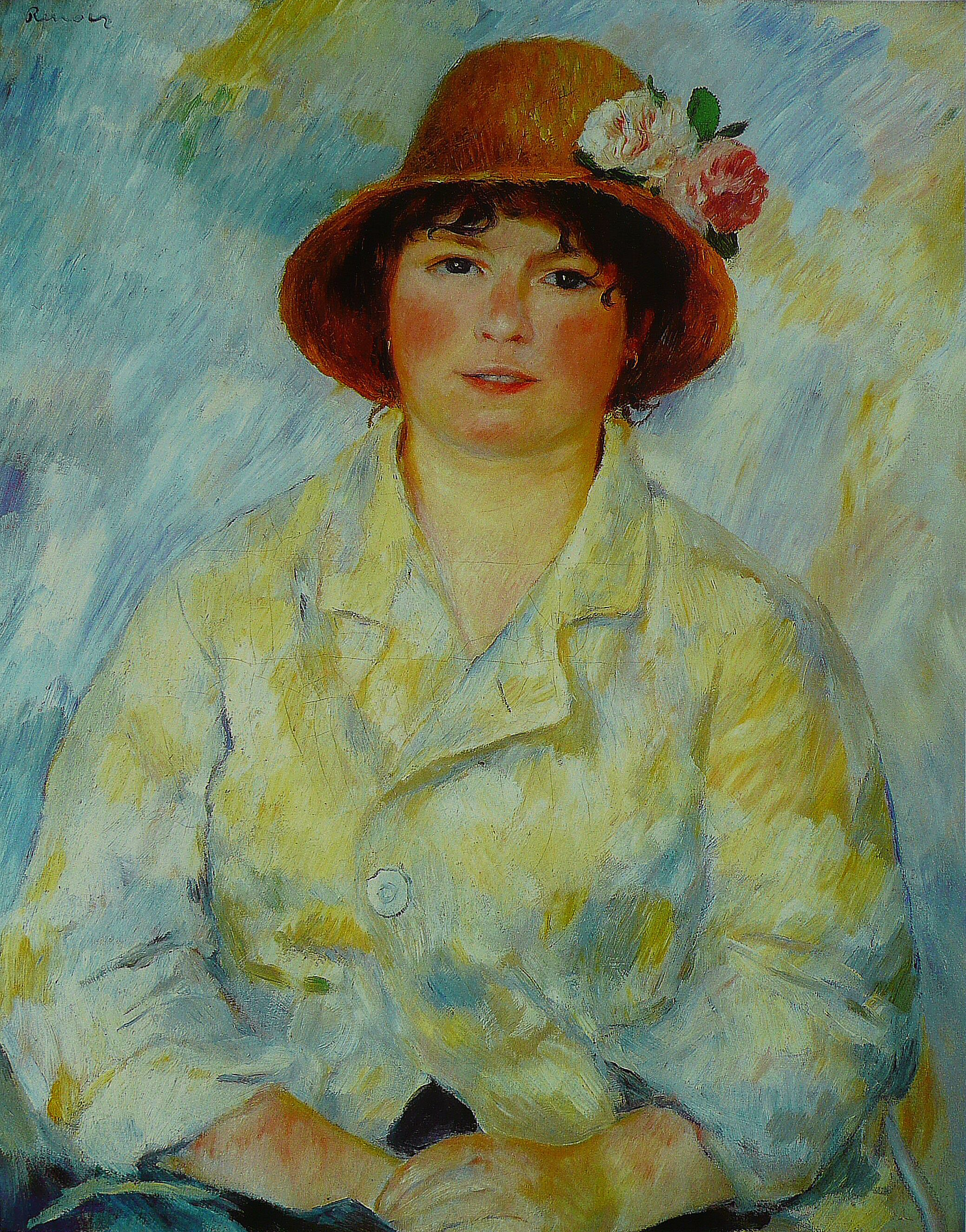
Aline Charigot (1885) Pierre-Auguste Renoir, Philadelphia Museum of Art
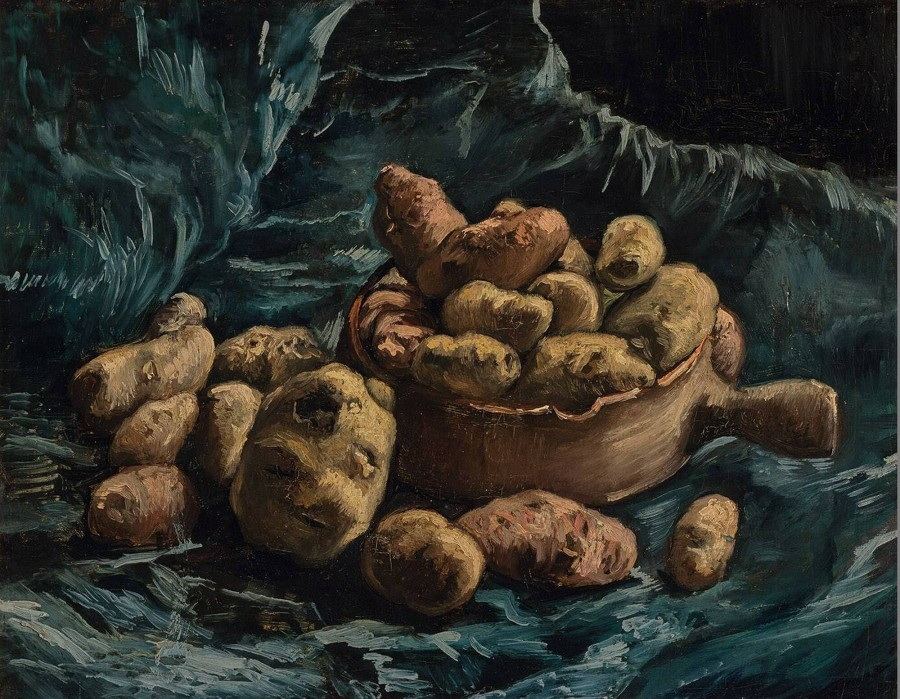
Pot met aardappelen (1885) Vincent van Gogh

## Bouwkunst

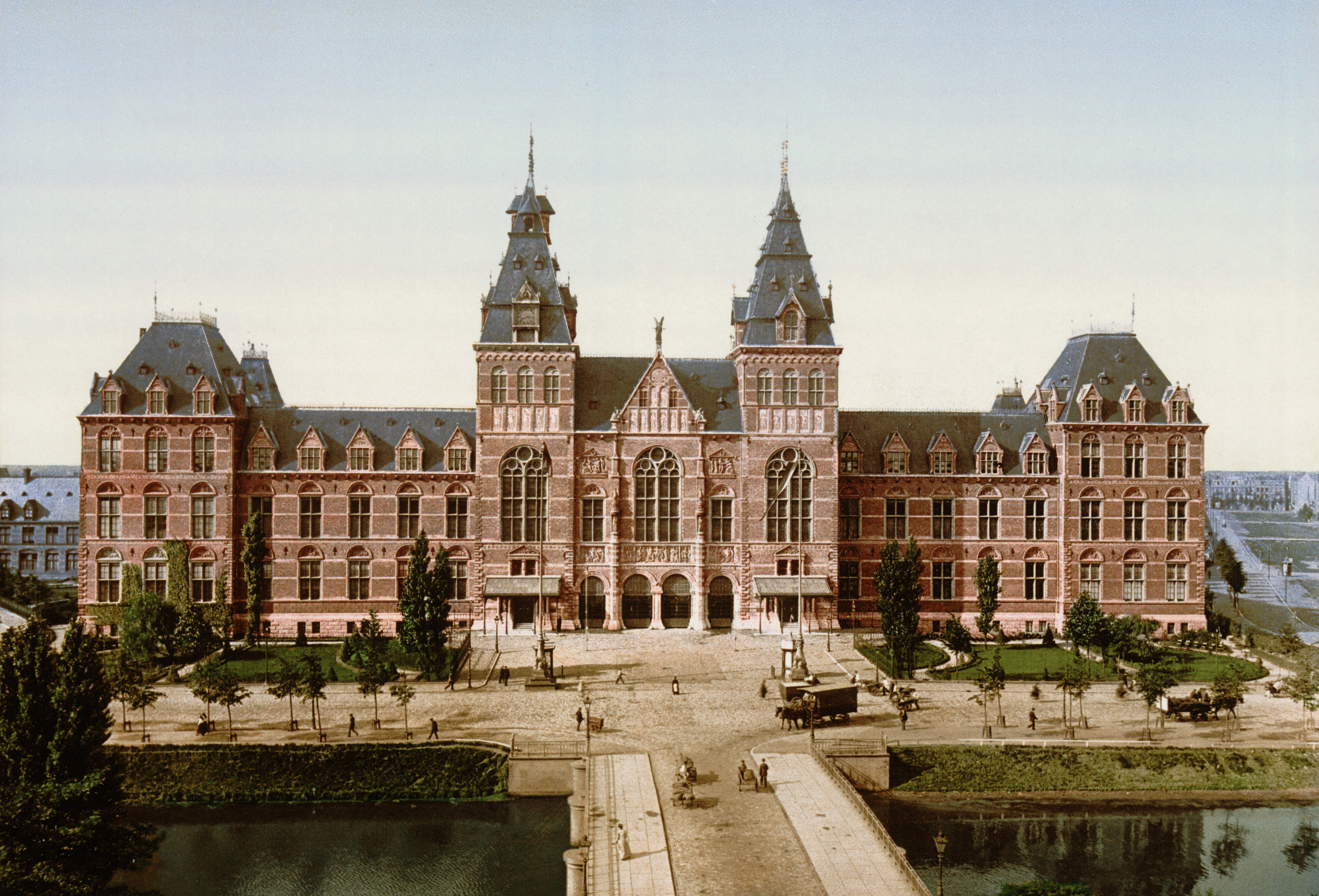
Rijksmuseum, Amsterdam, Pierre Cuypers

## Geboren

### januari
- 2 - Anna Hübler, Duits kunstschaatsster (overleden 1976)
- 2 - Eddy de Neve, Nederlands voetballer (overleden 1943)
- 2 - Johan Ringers, Nederlands politicus (overleden 1965)
- 3 - Annie Forsyth Wyatt, Australisch activiste, ecologe en Rode Kruis-medewerkster (overleden 1961)
- 5 - Evert Kupers, Nederlands vakbondsleider en politicus (overleden 1965)
- 7 - Ernesto Brown, Argentijns voetballer (overleden 1935)
- 8 - Abraham Johannes Muste, Amerikaans pacifist (overleden 1967)
- 9 - Charles Bacon, Amerikaans atleet (overleden 1968)
- 11 - Alice Paul, strijdster voor vrouwenrechten (overleden 1977)
- 14 - Oskar Bengtsson, Zweeds voetballer (overleden 1972)
- 14 - Rudolf Olden, Duits journalist, advocaat en mensenrechtenactivist (overleden 1940)
- 24 - Marjory Stephenson, Brits biochemicus (overleden 1948)
- 25 - Else Mauhs, Duits-Nederlands actrice (overleden 1959)
- 27 - Jerome David Kern, Amerikaans componist (overleden 1945)
- 27 - Eduard Künneke, Duits componist (overleden 1953)
- 28 - Frederic Henry Lewey, Duits-Amerikaans medicus (overleden 1950)
- 29 - Lead Belly, Amerikaans bluesmuzikant (overleden 1949)

### februari
- 7 - Sinclair Lewis, Amerikaans schrijver en Nobelprijswinnaar (overleden 1951)
- 7 - Hugo Sperrle, Duits veldmaarschalk (overleden 1953)
- 9 - Alban Berg, Oostenrijks componist (overleden 1935)
- 12 - Julius Streicher, Duits nazipoliticus (terechtgesteld 1946)
- 17 - Romano Guardini, Italiaans-Duits theoloog en filosoof (overleden 1968)
- 24 - Chester Nimitz, Amerikaans admiraal (overleden 1966)

### maart
- 10 - Pierre-Jules Boulanger, Frans ingenieur, vader van de Citroën 2CV (overleden 1950)
- 13 - Ralph Rose, Amerikaans atleet (overleden 1913)
- 16 - Otto-Wilhelm Förster, Duits generaal (overleden 1966)
- 23 - Platt Adams, Amerikaans atleet (overleden 1961)
- 31 - Jules Pascin, Frans/Amerikaans kunstschilder (overleden 1930)

### april
- 3 - Allan Dwan, Canadees-Amerikaans regisseur en filmproducent (overleden 1981)
- 4 - Nico Lansdorp, Nederlands architect en hoogleraar (overleden 1968)
- 5 - Maria Bouwmeester, Nederlands feministe en vakbondsbestuurster (overleden 1956)
- 12 - Robert Delaunay, Frans schilder (overleden 1941)
- 12 - Hermann Hoth, Duits generaal (overleden 1971)
- 13 - Pieter Sjoerds Gerbrandy, Nederlands advocaat en staatsman (o.a. minister-president) (overleden 1961)
- 13 - Georg Lukács, Hongaars wetenschapper en filosoof (overleden 1971)
- 14 - Robert Neumaier, Duits voetballer (overleden 1959)
- 17 - Karen Blixen, Deens schrijfster (overleden 1962)
- 25 - Peter Marius Andersen, Deens voetballer (overleden 1972)
- 29 - Frank Jack Fletcher, Amerikaans admiraal (overleden 1973)

### mei
- 11 - King Oliver, Amerikaans jazzmusicus (overleden 1938)
- 14 - Otto Klemperer, Duits dirigent en componist (overleden 1973)
- 19 - Jose Maria Cuenco, Filipijns aartsbisschop (overleden 1972)
- 19 - Bjørn Rasmussen, Deens voetballer (overleden 1962)
- 20 - Alexander Löhr, Oostenrijks officier (overleden 1947)
- 21 - Santiago Fonacier, Filipijns geestelijke, politicus en journalist (overleden 1977)
- 28 - Piet Zwart, Nederlands fotograaf, typograaf en industrieel ontwerper (overleden 1977)

### juni
- 2 - Hans Gerhard Creutzfeldt, Duits neuroloog (overleden 1964)
- 2 - Watanabe Shōzaburō, Japans uitgever van shin hanga (overleden 1962)
- 6 - Joseph Achten, Belgisch wielrenner (geen gekende overlijdensgegevens)
- 6 - Hesje van Rijk, Nederlands actrice (overleden 1968)
- 6 - Gid Tanner, Amerikaans violist (overleden 1960)
- 9 - John Littlewood, Brits wiskundige (overleden 1977)
- 13 - Robert Cudmore, Australisch roeier en politicus (overleden 1971)
- 14 - Sisavang Vong, laatste koning van Luang Prabang (1904-1946) (overleden 1959)
- 22 - Milan Vidmar, Joegoslavisch (Sloveens) schaker (overleden 1962)
- 23 - Reginald Fenning, Brits roeier (overleden 1955)
- 26 - Annie Salomons, Nederlands schrijfster en dichteres (overleden 1980)
- 29 - Izidor Kürschner, Hongaars voetballer en voetbaltrainer (overleden 1941)
- 29 - Dirk Witte, Nederlands tekstschrijver en zanger (overleden 1932)

### juli
- 3 - Barthold Arnold van der Sluijs, Nederlands NSB-burgemeester (overleden 1945)
- 4 - Pol Dom, Nederlands-Belgisch tekenaar (overleden 1970)
- 6 - Ernst Busch, Duits veldmaarschalk (overleden 1945)
- 7 - Ernest Farrar, Brits componist en organist (overleden 1918)
- 8 - Ernst Bloch, Duits marxistisch filosoof (overleden 1977)
- 15 - Josef Frank, Oostenrijks/Zweeds architect en designer (overleden 1967)
- 15 - Jindřich Veselý, Tsjechisch onderzoeker van marionetten en auteur van poppenspelen (overleden 1939)
- 21 - Jacques Feyder, Belgisch regisseur en scenarist (overleden 1948)

### augustus
- 1 - George de Hevesy, Hongaars scheikundige en Nobelprijswinnaar (overleden 1966)
- 6 - Ro van Oven, Nederlands feministe, schrijfster, vertaalster, kunsthistorica en journaliste (overleden 1969)
- 4 - Johan Cortlever, Nederlands zwemmer en waterpoloër (overleden 1972)
- 10 - George Hilsdon, Engels voetballer (overleden 1941)
- 17 - Tim Ahearne, Brits atleet (overleden 1968)

### september
- 4 - Antonio Bacci, Italiaans kardinaal (overleden 1971)
- 4 - Rika Davids, Nederlands variété-artieste (overleden 1943)
- 8 - Ernst Greven, Nederlands atleet (overleden 1924)
- 10 - Johannes de Jong, Nederlands kardinaal, R.K. aartsbisschop van Utrecht (overleden 1955)
- 11 - D.H. Lawrence, Engels dichter, essayist, leraar, literatuurcriticus, (toneel)schrijver en vertaler (overleden 1930)
- 21 - Georgi Koelisjev, Bulgaars politicus (overleden 1974)
- 22 - Erich von Stroheim, Amerikaans-Oostenrijks regisseur en acteur (overleden 1957)
- 22 - Ben Chifley, Australisch premier (overleden 1951)
- 24 - Herman Bouber, Nederlands acteur en toneelschrijver (overleden 1963)
- 24 - Artur Lemba, Estisch componist en pianist (overleden 1963)
- 26 - Hanso Schotanus à Steringa Idzerda, Nederlands radio-pionier (overleden 1944)
- 29 - Sara Mae Stinchfield Hawk, Amerikaans logopedist (overleden 1977)

### oktober
- 7 - Niels Bohr, Deens natuurkundige (overleden 1962)
- 8 - Khải Định, keizer van Vietnam (1916-1925) (overleden 1925)
- 11 - James Angus Gillan, Brits roeier (overleden 1981)
- 11 - Alfréd Haar, Hongaars wiskundige (overleden 1933)
- 11 - François Mauriac, Frans schrijver en Nobelprijswinnaar (overleden 1970)
- 12 - Jacques Keyser, Nederlands atleet (overleden 1954)
- 13 - Viggo Brun, Noors wiskundige (overleden 1978)
- 15 - Fridtjof Backer-Grøndahl, Noors componist/pianist (overleden 1959)
- 15 - Ulrich Leman, Duits expressionistisch schilder (overleden 1988)
- 16 - Dorando Pietri, Italiaans atleet (overleden 1942)
- 21 - Johanna Maria IJssel de Schepper-Becker, Nederlands roman- en toneelschrijfster (overleden 1979)
- 24 - Ernest Claes, Belgisch schrijver (overleden 1968)
- 25 - Xavier Lesage, Frans ruiter (overleden 1968)
- 30 - Ezra Pound, Amerikaans dichter (overleden 1972)
- 31 - Frits Bouwmeester jr., Nederlands acteur (overleden 1959)

### november
- 2 - Harlow Shapley, Amerikaans astronoom (overleden 1972)
- 8 - Eva Morris, Brits eeuwelinge (overleden 2000)
- 8 - Tomoyuki Yamashita, Japans generaal (overleden 1946)
- 9 - Theodor Kaluza, Duits wiskundige (overleden 1954)
- 9 - Hermann Weyl, Duits-Amerikaans wiskundige (overleden 1955)
- 11 - George Patton, Amerikaans generaal in de Tweede Wereldoorlog (overleden 1945)
- 11 - Mary Ryan, Amerikaans actrice (overleden 1948)
- 13 - Albert Kesselring, Duits generaal en veldmaarschalk in de Tweede Wereldoorlog (overleden 1960)
- 14 - Sonia Delaunay-Terk, Oekraïens-Frans kunstenares (overleden 1979)
- 14 - Trygve Torjussen, Noors componist (overleden 1977)
- 16 - Josef Kentenich, Duits theoloog, grondlegger van de Schönstatt-beweging (overleden 1968)

### december
- 2 - Edgar Michiels van Verduynen, Nederlands politicus (overleden 1952)
- 2 - George Minot, Amerikaans medicus en Nobelprijswinnaar (overleden 1950)
- 30 - Leo Jordaan, Nederlands filmcriticus en cartoonist (overleden 1980)
- 31 - August Van Cauwelaert, Vlaams dichter en rechter (overleden 1945)

## Overleden
januari

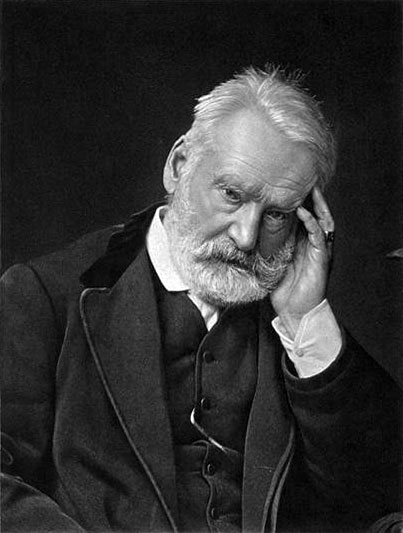
Victor Hugo

- 25 - Ludovicus Passchijn (88), Belgisch politicus

maart
- 1 - Josip Pagliaruzzi (25), Sloveens dichter en schrijver
- 30 - Lodewijk van Casoria (70), Italiaans geestelijke en zalige

april
- 2 - Justo Rufino Barrios (49), Guatemalteeks president

mei
- 22 - Victor Hugo (83), Frans schrijver

juli
- 15 - Rosalía de Castro (48), Spaans (Galicisch) schrijfster en dichteres
- 23 - Ulysses S. Grant (63), achttiende president van de Verenigde Staten

augustus
- 10 - James W. Marshall (74), ontdekker van goud in Californië
- 15 - Jens Jacob Worsaae (64), Deens archeoloog

september
- 15 - Juliusz Zarębski (31), Pools-Oekraïens componist en pianist
- 16 - Auguste Parent (46), Belgisch verzamelaar van antiquiteiten
- 23 - Carl Spitzweg (77), Duits kunstschilder en dichter
- 30 - Maria Kleine-Gartman (66), Nederlands actrice

oktober
- 30 - Margaretha Maria Snouck van Loosen (78), Nederlands filantrope

november
- 8 - Constantijn Theodoor van Lynden van Sandenburg (59), Nederlands politicus
- 16 - Louis Riel (41), omstreden figuur in Canada
- 25 - Alfons XII van Spanje (27), koning van Spanje
- 25 - Thomas Andrews Hendricks (71), Amerikaans vicepresident

december
- 1 - Joannes Pieters (80), Nederlands hoofdonderwijzer en schrijver
- 8 - Hermann Weyl (70), Duits wiskundige
- 14 - Ernst Falkbeer (66), Oostenrijks schaker

## Weerextremen in België
- 10 januari: hoogste etmaalsom van de neerslag ooit op deze dag: 24.2 mm.
- 3 mei: hoogste etmaalsom van de neerslag ooit op deze dag: 23,6 mm.
- 13 mei: laagste minimumtemperatuur ooit op deze dag: 0,7 °C.
- 23 juli: laagste minimumtemperatuur ooit op deze dag: 8,2 °C.
- juli: juli met laagst aantal neerslagdagen: 2 (normaal 17), laagste neerslagtotaal: 2,9 mm (normaal 74,3mm) en hoogste luchtdruk: 1021,8 hPa (normaal 1015,9 hPa).
- 15 augustus: laagste minimumtemperatuur ooit op deze dag: 6,8 °C.
- 21 augustus: laagste etmaalgemiddelde temperatuur ooit op deze dag: 11,1 °C en laagste minimumtemperatuur: 7,5 °C.
- 29 augustus: laagste etmaalgemiddelde temperatuur ooit op deze dag: 11,5 °C.
- zomer: Na 1835 zomer met minst aantal regendagen ooit : 22 (normaal 46,4).
- zomer: Na 1921 zomer met laagste neerslagtotaal: 89,4 mm (normaal 210,4 mm).
- 5 oktober: hoogste etmaalsom van de neerslag ooit op deze dag: 29,6 mm.

Bron: KMI Gegevens Ukkel 1901-2003  met aanvullingen 